# Korijärv
Korijärv är en sjö i Estland.   Den ligger i landskapet Valgamaa, i den södra delen av landet, 200 km sydost om huvudstaden Tallinn. Korijärv ligger 51 meter över havet. Arean är 0,29 kvadratkilometer. I omgivningarna runt Korijärv växer i huvudsak blandskog. Den sträcker sig 0,7 kilometer i nord-sydlig riktning, och 1,1 kilometer i öst-västlig riktning.